# David García Gomis
David García Gomis (Alicante, 15 de octubre de 1980) es un político español. Diputado por Vox en el Congreso de los Diputados en representación de la circunscripción de Alicante (desde 2023).

## Biografía
David nació en Alicante (1980). Graduado en Educación secundaria y estudiante del Grado en Relaciones Internacionales por la Unir, Universidad Internacional de la Rioja, y además, realizando el curso Executive de Liderazgo Político en el ISSEP.
Desde que abandonó los estudios con 16 años tras varios años de acoso escolar continuado, desempeñó diversos trabajos: conductor de ambulancias, peón agrícola o vigilante de seguridad. Fue concejal del Ayuntamiento de San Vicente del Raspeig en las elecciones municipales de 2019 y diputado autonómico en las Cortes Valencianas en la X legislatura.
En Vox ocupó diversos cargos: vicepresidente del Comité de Organización y Gestión Electoral Provincial (COGEP), del Comité Ejecutivo Provincial (CEP), y responsable nacional del sindicato español Solidaridad.
García Gomis se postuló como candidato para el distrito electoral de Alicante durante las elecciones generales de julio de 2023 en España por Vox, siendo elegido diputado por la provincia.
David García es el portavoz de la Comisión de Sanidad y adjunto en la Comisión de Trabajo, Economía Social, Inclusión, Seguridad Social y Migraciones; así como de la Comisión de Interior de Vox en el Congreso de los Diputados.
Está casado y tiene dos hijos.